# Kołyma (łagry)

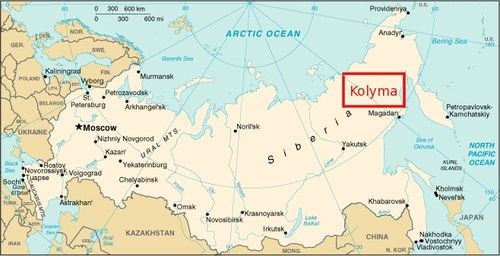
Region Kołymy-położenie geograficzne

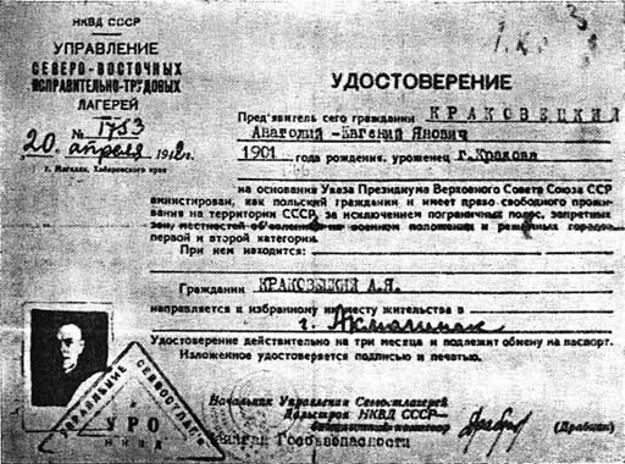
Dokument zwolnienia Anatola Krakowieckiego z łagrów Kołymy z prawem podróży z Magadanu do Władywostoku

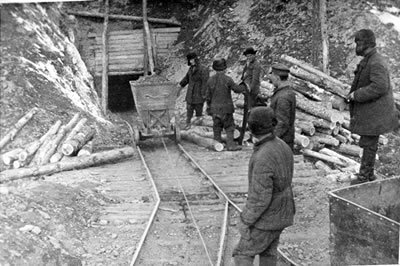
Więźniowie przy pracy w kopalni złota

Kołyma – nieformalne określenie największej grupy obozów pracy przymusowej na północnym wschodzie ZSRR (Jakucka ASRR, obwód magadański). Nazwa pochodzi od położenia w dorzeczu Kołymy. Przez więźniów obszar ten był nazywany Przeklętą Wyspą. Teren podległy gułagom miał powierzchnię 2,6 mln km².

## Historia
Obozy wchodziły w skład Siewwostłagu (Północno-Wschodnie Poprawcze Obozy Pracy, Северо-Восточный ИТЛ, działające na rzecz „Dalstroju”), utworzonych w 1932 w wyniku odkrycia na bezludnych, niezagospodarowanych obszarach bogatych zasobów naturalnych: węgla, platyny, złota (w żyłach i piaskach złotonośnych), uranu, rudy cyny i ołowiu, molibdenu, ropy naftowej. W 1931 Eduard Berzin na rozkaz Stalina zaczął organizować przedsiębiorstwo górnicze „Dalstroj” podległe NKWD. W lutym następnego roku przybyli pierwsi więźniowie. W pierwszych latach funkcjonowania obozów śmiertelność wynosiła nawet prawie 80%.
Więźniowie obozów byli zatrudnieni głównie w górnictwie, eksploatacji lasów i przy budowie infrastruktury. Obozy były znane z wysokiej śmiertelności z powodu surowego klimatu oraz złych warunków bytowych – kierowani tam byli więźniowie „szczególnie niebezpieczni” dla władzy radzieckiej. Pracę przerywano dopiero przy –54 °C.
W drugiej połowie lat 40. zaczęto wydobywać tam rudę uranu.
„Pojemność” obozów kołymskich wynosiła w 1953 – 200 tysięcy więźniów (całego „Dalstroju” ok. 2–3 mln). W obozach więźniowie polityczni i kryminalni byli przetrzymywani razem. Więźniowie kryminalni nie pracowali, ich normę wydobycia musieli wykonać więźniowie polityczni. W tym samym roku rozpoczęła się stopniowa likwidacja obozu. Ostatecznie zamknięto go w 1957.
Encyklopedia PWN podaje że w okresie działania obozów na Kołymie w latach 1937–1953 zmarło tam 2 lub nawet 4 mln więźniów, co jednak stoi w sprzeczności z ujawnionymi dokumentami ZSRR, skąd wiadomo, że w całym Gułagu zmarło 1 606 748 zesłańców.
Jeden z łagrów, przygotowany pokazowo, wizytował w maju 1944 wiceprezydent USA Henry Wallace.
Więźniami Kołymy byli m.in. Jewgienija Ginzburg, która opisała pobyt w obozie w książce Stroma ściana, a także Warłam Szałamow, Anatol Krakowiecki i Ryszard Kaczorowski.

## Filmografia
- Kołyma – białe krematorium – film dokumentalny, TVP
- Wichry Kołymy(inne języki)[6] – film fabularny, reż. Marleen Gorris na podstawie książki Evgeniâ Semenovna Ginzburg, Stroma ściana, Andrzej Mandalian (tłum.), t. 1, Warszawa: Czytelnik, 1990, ISBN 83-07-02113-8, OCLC 834047371. Brak numerów stron w książce